# Ornithophora
Ornithophora (возможное русское название: Орнитофора) — монотипный род многолетних трявянистых растений из семейства Орхидные, или Ятрышниковые (Orchidaceae).
Единственный вид: Ornithophora radicans (Rchb.f.) Garay & Pabst, 1951 (возможное русское название: Орнитофора укореняющаяся).
Род и вид не имеют устоявшихся русских названий, в русскоязычных источниках используется научное название Ornithophora radicans или синоним Sigmatostalix radicans.

## Синонимы
- Ornithophora quadricolor Barb.Rodr. 1881.
- Sigmatostalix radicans Rchb.f.typus 1864.

Охраняемые растения. Ornithophora radicans включена во второе приложение CITES.

## Этимология и история описания
Название рода отражает форму колонки, напоминающей голову птицы.
Английское название — The Ground Rooting Ornithophora.

## Распространение иэкологическиеособенности
Эндемик Бразилии, распространена в штатах Пара, Эспириту-Санту, Рио-де-Жанейро, Сан-Паулу, Парана, Санта-Катарина и Риу-Гранди-ду-Сул.
Эпифит в лесах на высотах до 400 метров над уровнем моря.

## Биологическое описание
Побег симподиального типа.
Псевдобульбы продолговатые, слегка сжатые с боков, 3—5 см в высоту, двухлистные.
Ризома 3—7 см.
Листья 10—18 см длиной и 2—4 мм шириной.
Соцветия 7—15 см длиной, несут 10—15 цветков.
Цветки мелкие, 0,5—1 см в диаметре, ароматные, с зеленовато-желтыми или беловато-зелеными лепестками и белой губой.

## В культуре
Температурная группа — тёплая.

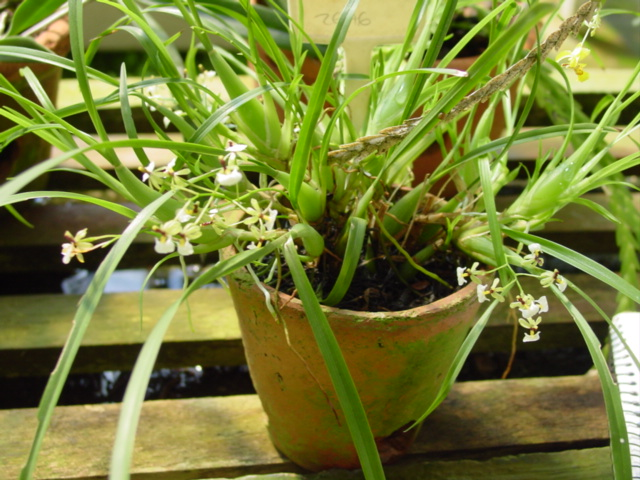
Ornithophora radicans

В период активной вегетации требуют обильного полива. После окончания периода роста, когда псевдобульбы текущего года вегетации полностью сформировались, полив ограничивают.
Из-за длинной ризомы более удобна посадка на блок.
Относительная влажность воздуха 60-90 %.
Растения достаточно светолюбивы, для нормального цветения в период вегетации им требуется от 30 до 80 % прямого солнечного света.